# Казальвеккьо-ди-Пулья
Казальвеккьо-ди-Пулья (итал. Casalvecchio di Puglia) — коммуна в Италии, располагается в регионе Апулия, в провинции Фоджа.
Население составляет 2082 человека (2008 г.), плотность населения составляет 66 чел./км². Занимает площадь 32 км². Почтовый индекс — 71030. Телефонный код — 0881.
Покровителями коммуны почитаются Пресвятая Богородица (Madonna delle Grazie) и святитель Николай Мирликийский, чудотворец, празднование в третье воскресение и в третий понедельник мая.

## Демография
Динамика населения:

## Администрация коммуны
- Официальный сайт: http://www.comune.casalvecchiodipuglia.fg.it/